# Olomouc hlavní nádraží
Olomouc hlavní nádraží je železniční stanice v Olomouci na adrese Jeremenkova 103/23, naproti výškové budově Regionálního centra Olomouc. Leží na tratích Česká Třebová – Přerov, Olomouc–Šumperk, Olomouc – Senice na Hané – Prostějov, Nezamyslice–Olomouc a Olomouc – Opava východ. Ve stanici zastavují vlaky všech kategorií Českých drah a také soukromých dopravců RegioJet, Leo Express aj.

## Vybavení stanice

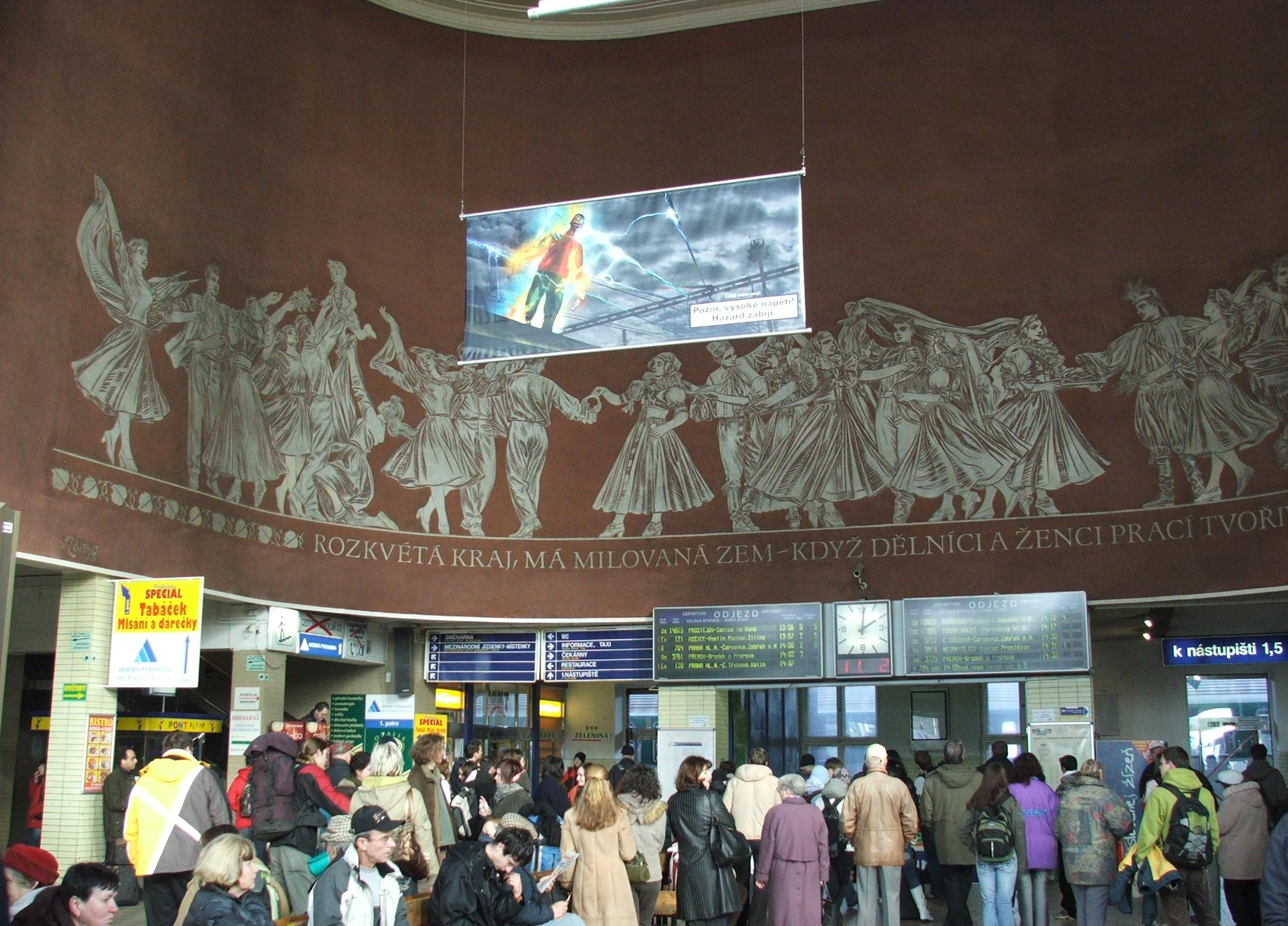
Sgrafitová výzdoba nádražní haly

Ve výpravní budově se nachází pokladny na jízdenky RegioJet, Leo Express, ČD centrum, DPMO, úschovna zavazadel a čekárna. V celé stanici funguje rozhlas společně s optickým informačním systémem. Nachází se zde celkem šest nástupišť – čtyři ostrovní nástupiště (č. 2–5) a dvě nástupiště přístupná od výpravní budovy (č. 1 a 1A).
Vestibul nádraží je vyzdoben v duchu socialistického realismu. Pod velkým sgrafitem (310 m²) s hanáckými motivy se zde nachází nápis: „Rozkvétá kraj, má milovaná zem - když dělníci a ženci prací tvořivou ji věnčí.“ Toto sgrafito z roku 1960 je dílem šternberského umělce Wilhelma Zlamala. Autorem uvedeného citátu byl básník a ředitel olomouckého rozhlasu Alois Rečka. Dále se zde nachází dva reliéfy, jejichž autorem je olomoucký sochař Jaromír Šolc (1911–1987). Na jednom z reliéfů s tematikou technického pokroku je vyobrazen Sputnik. Druhý reliéf má téma zemědělství a příroda.

## Historie
- 17. října 1841 – do Olomouce přijel první vlak (trasa Vídeň–Olomouc)[6]
- 20. srpna 1845 – projel první slavnostní vlak na trase přijel z Vídeň–Olomouc–Praha
- od roku 1845 spojovaly nádraží a centrum Olomouce omnibusy (později zrušeny).
- od 1. dubna 1899 – jezdí k nádraží tramvajová doprava v Olomouci
- 1885–1888 – budování přímé silnice od centra Olomouce k nádraží
- 1936 – budovu nádraží projektoval architekt Antonín Parkman
- od 6. listopadu 2006 – zprovozněn nový podchod spojující přednádražní prostor v Jeremenkově ulici s ulicemi Táborská a Trocnovská v městské částí Hodolany[7]

## Fotogalerie

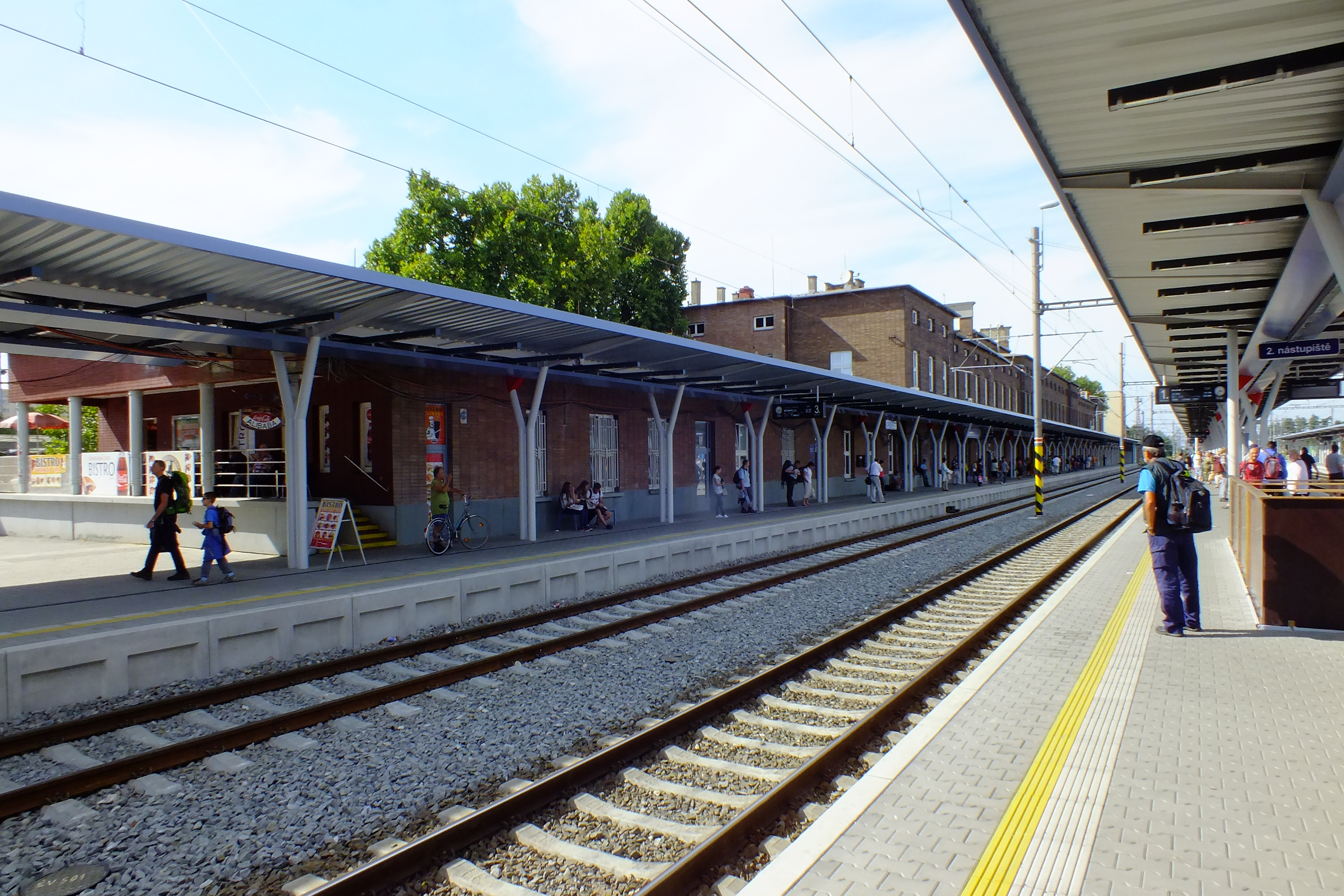
Staniční budova
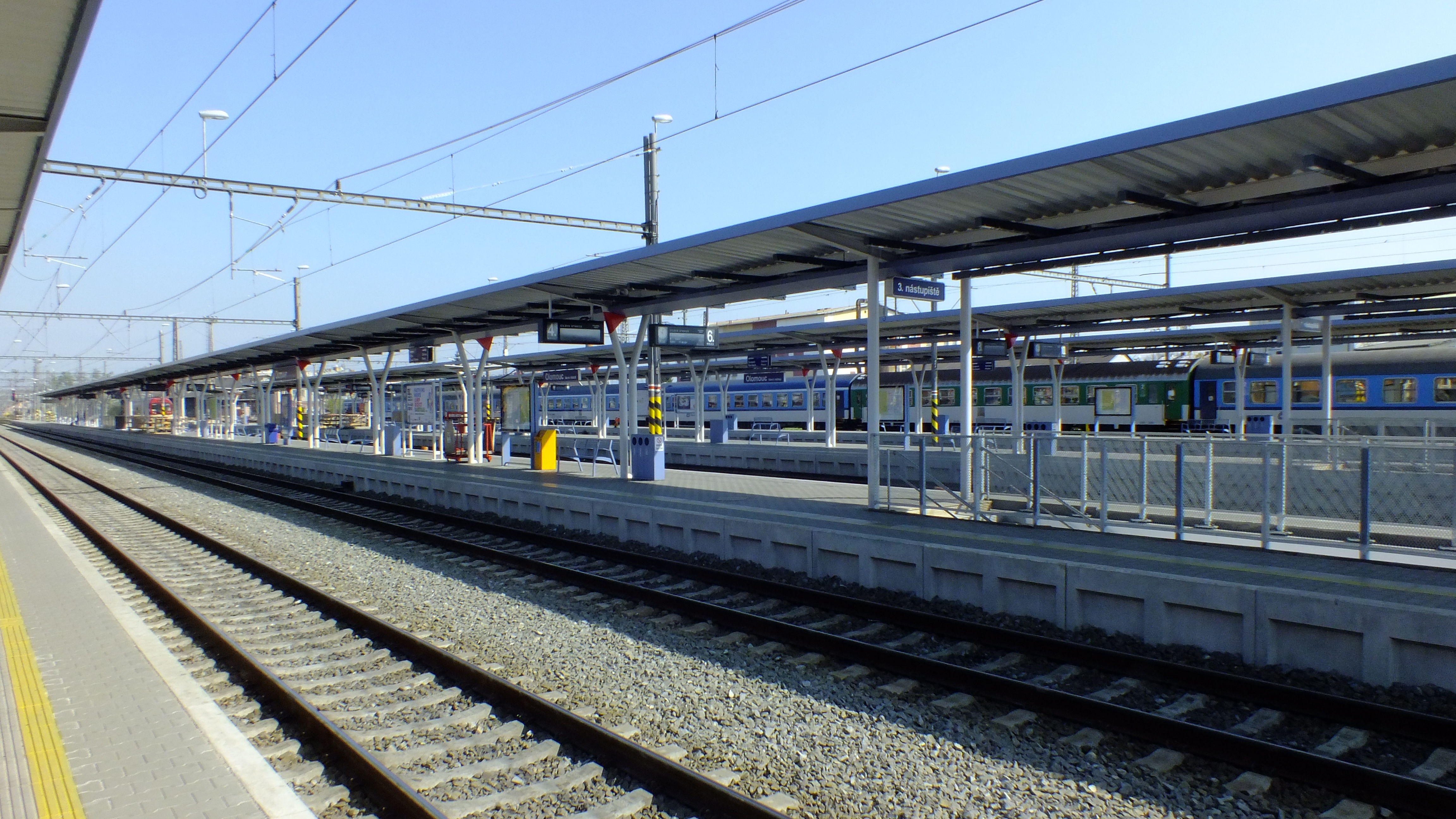
Nástupiště
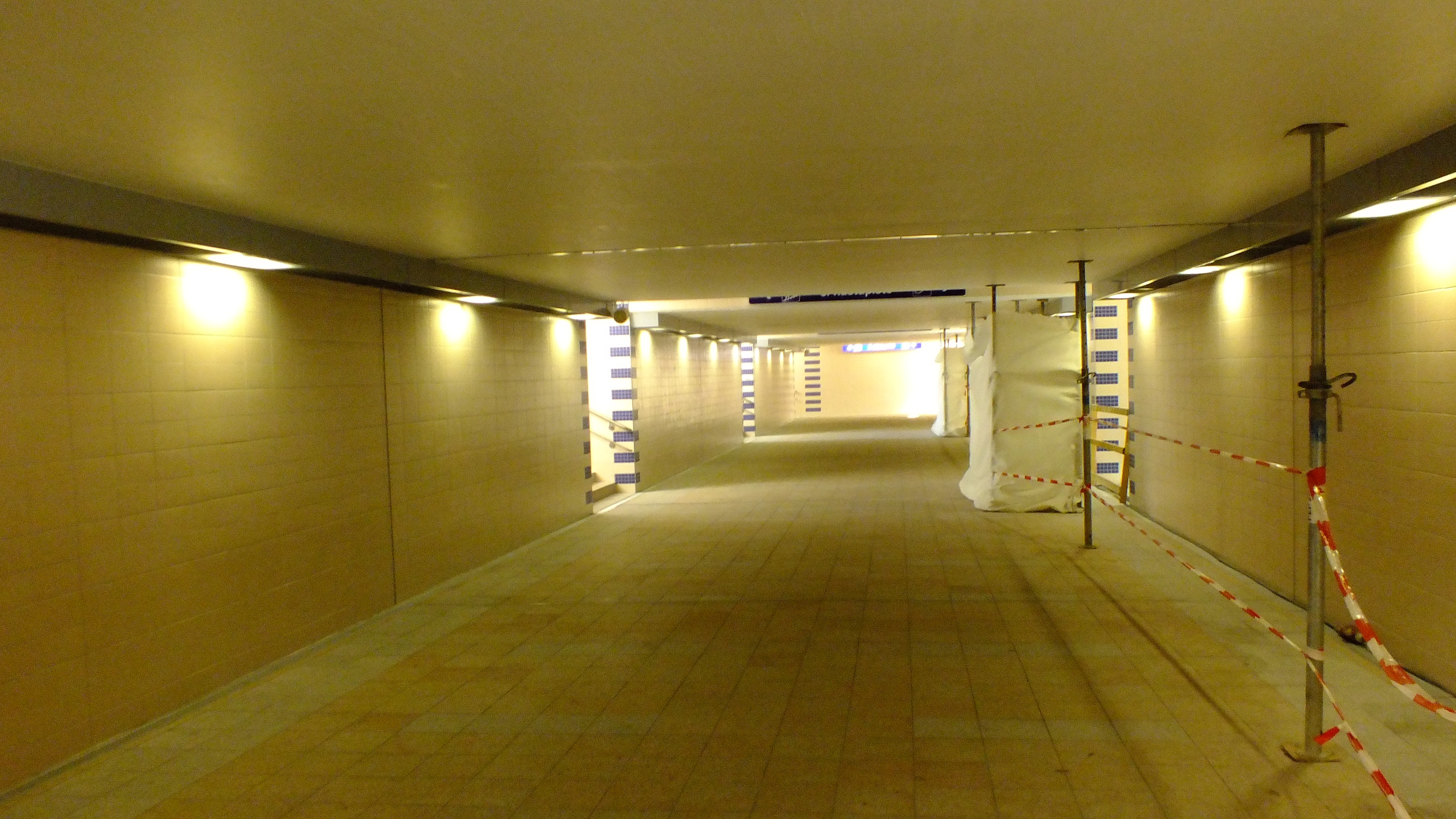
Podchod
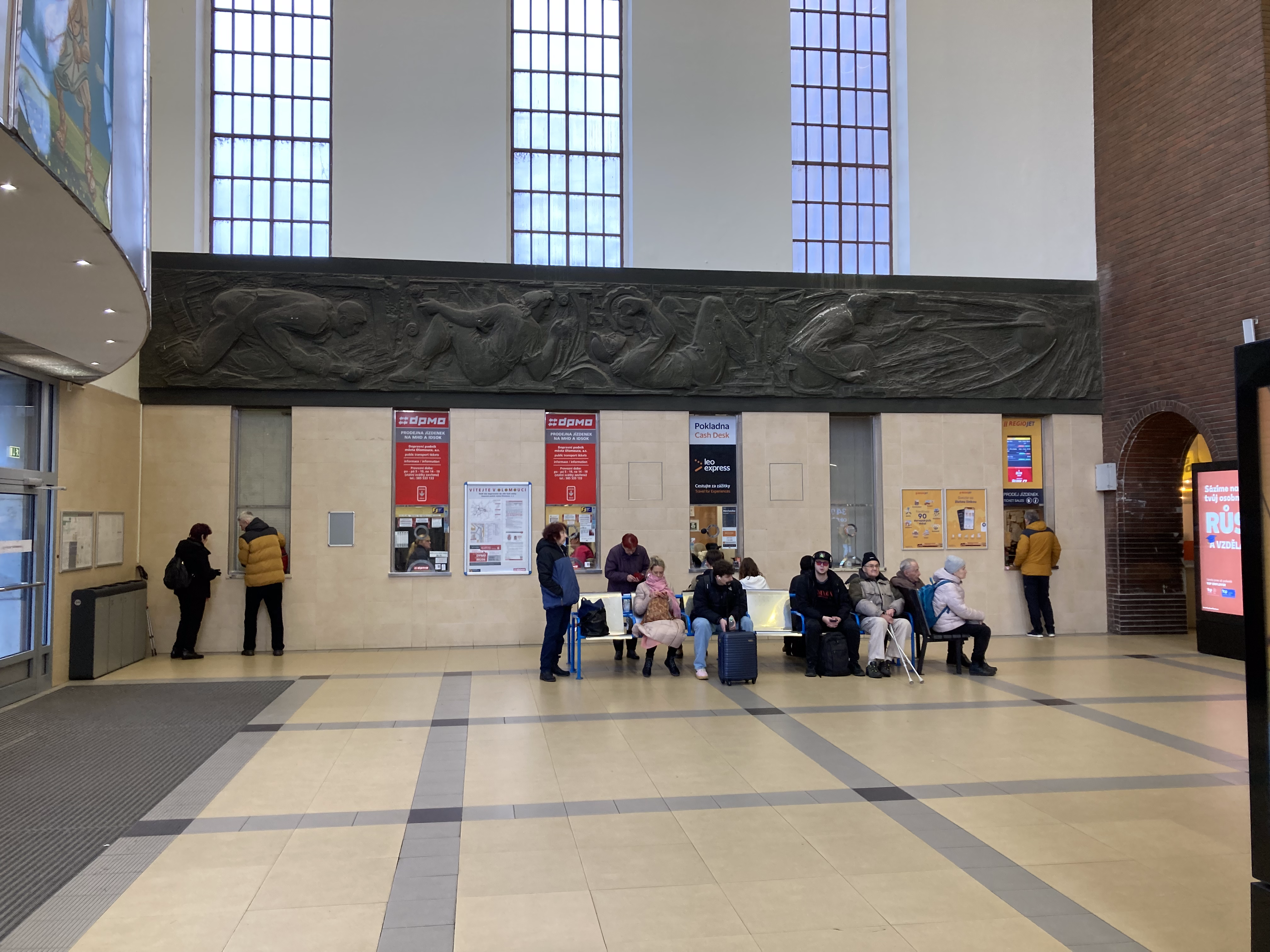
Reliéf s motivem Sputniku (sonda je k vidění zcela vpravo)
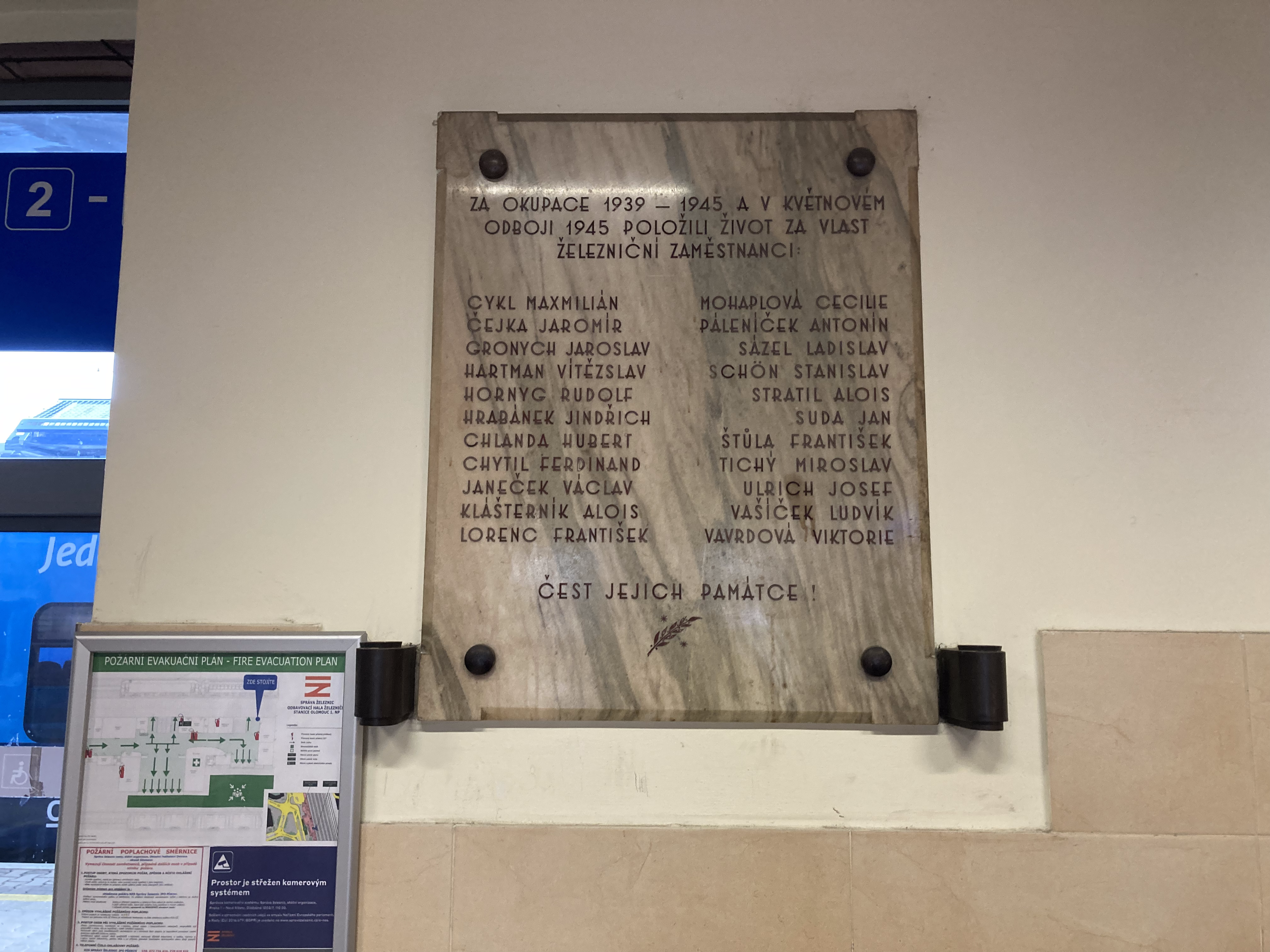
Památník zemřelých pracovníků dráhy za dob druhé světové války